# Kuchenreuter
Kuchenreuter (in der Literatur teilweise auch Kuchenreiter) ist eine traditionsreiche aus Regensburg stammende Familie, deren Büchsenmachereibetriebe und Waffen in Europa bedeutende Bekanntheit erlangt haben.

## Geschichte
Als Gründungsdatum des Unternehmens wird gemeinhin das Jahr 1640 angegeben, der Familienname wird auf den Ort Kuchenreuth bei Kemnath (Oberpfalz) zurückgeführt. Später teilte sich die Familie in eine Regensburger, eine Steinweger, eine Stadtamhofer und eine Chamer Linie. Als berühmteste Vertreter gelten Johann Jacob Kuchenreuter (1709–1783) und sein Sohn Andreas Jacob (1746–1814).
Zu den Kunden der Kuchenreuters zählten u. a. die bayerischen Könige, die Fürsten von Thurn und Taxis, Friedrich der Große, Fürst Metternich, Kaiser Napoléon I., die Zaren von Russland sowie die Kaiser von Österreich.
Giacomo Casanova benutzte 1766 bei einem Duell mit dem polnischen General Franciszek Ksawery Branicki Kuchenreuter-Pistolen und verwundete Branicki schwer.
Erwähnt werden die Waffen auch in Chamissos Gedicht Böser Markt von 1833, in Leskows Erzählung Das Tier, in Karl Mays Das Waldröschen und vor allem aber mehrfach in den Erzählungen des „Lügenbarons“ Karl Friedrich Hieronymus von Münchhausen. Die heutige Anton Kuchenreuter KG hat ihren Hauptsitz in Cham und unterhält Filialen in Regensburg und Amberg.

## Produkte

Herstellermarke des Johann Jakob Kuchenreuter auf Pistolen

Besonders bekannt waren die kuchenreuterschen Steinschlosspistolen, sorgfältig verarbeitete Präzisionswaffen, die stets paarweise und zum Teil nach individuellen Wünschen des Auftraggebers gefertigt wurden. Schon wegen ihres hohen Preises waren sie nur für den Adel und wohlhabende Stände erschwinglich. Die einfachsten Modelle kosteten Mitte des 18. Jahrhunderts 34 Gulden das Paar, was mehr als zwei Monatsgehältern eines Handwerksmeisters entsprach. Für Sonderanfertigungen waren bis zu 165 Gulden zu bezahlen. Dementsprechend fertigten die Kuchenreuters um 1800 herum pro Jahr auch nur 20 bis 25 Paar Pistolen. Neben den Pistolen wurden auch Flinten, Büchsen und Stutzen produziert. Mittlerweile vertreibt die Anton Kuchenreuter KG auch Angelbedarf sowie Trachten- und Freizeitmode.